# Caesio teres
Caesio teres (Seale, 1906) è un pesce osseo marino della famiglia Caesionidae.

## Descrizione
Ha corpo abbastanza affusolato con muso appuntito e bocca piccola e terminale. La bocca, protrusibile, può essere estesa in avanti. La pinna caudale è forcuta, con lobi appuntiti. La pinna dorsale è unica, lunga e piuttosto bassa. La pinna anale è bassa. Sia la dorsale che l'anale sono coperte di scaglie. Il corpo ha una colorazione blu acceso con ventre bianco tranne che sul dorso a partire da appena prima della pinna dorsale e fino alla pinna caudale compresa. Con la crescita dell'animale l'area gialla si riduce sempre più di superficie fino a ridursi alla pinna caudale e al peduncolo caudale nei grandi individui.
Misura fino a 40 cm.

## Distribuzione ed habitat
È largamente distribuito nelle acque tropicali dell'oceano Indiano, ad esclusione del Mar Rosso e del Golfo Persico, e nell'Oceano Pacifico occidentale. Vive nei pressi delle barriere coralline ed è comune soprattutto nelle lagune degli atolli. Si incontra a profondità tra 5 e 50 metri.

## Biologia
C. teres vive in banchi che stazionano a mezz'acqua, spesso frammisto ad altri Caesionidae come Caesio xanthonota.

### Alimentazione
Si ciba esclusivamente di zooplancton.

### Riproduzione
Si riproduce in banchi nelle acque superficiali dei canali che penetrano nelle lagune. La deposizione delle uova, che sono numerose, piccole e pelagiche, avviene durante la marea calante.

## Pesca
Di scarsa importanza.